# Amusquillo (kommunhuvudort)
Amusquillo är en kommunhuvudort i Spanien.   Den ligger i provinsen Provincia de Valladolid och regionen Kastilien och Leon, i den centrala delen av landet, 160 km norr om huvudstaden Madrid. Amusquillo ligger 775 meter över havet och antalet invånare är 162.
Terrängen runt Amusquillo är huvudsakligen platt. Amusquillo ligger nere i en dal. Runt Amusquillo är det glesbefolkat, med 9 invånare per kvadratkilometer. Närmaste större samhälle är Valbuena de Duero, 11,7 km söder om Amusquillo. Trakten runt Amusquillo består till största delen av jordbruksmark.